# Residentie Tooneel
Het Residentie Tooneel was een Haags theatergezelschap dat de vaste bespeler was van de Koninklijke Schouwburg. Het gezelschap werd opgericht in 1938 en was succesvol tot aan de Tweede Wereldoorlog. Tijdens de oorlog werd het Residentie Tooneel verbannen naar de Princesse Schouwburg en werd het repertoire noodgedwongen beperkt. Na de bevrijding lukte het niet meer het oude niveau te evenaren. In 1948 werd het gezelschap ontbonden.

## Ontstaan
In 1938 viel het Vereenigd Rotterdamsch-Hofstad Tooneel van Cor van der Lugt Melsert uiteen. In Den Haag werd een nieuw gezelschap opgericht: het Residentie Tooneel. De leiding werd in handen gelegd van Dirk Verbeek en Bets Ranucci-Beckman. Het nieuwe gezelschap ontwikkelde een mix van moderne en klassieke toneelstukken. Verbeek richtte zich op het klassieke repertoire. 
Hij programmeerde onder andere De storm en De koopman van Venetie van Shakespeare en De kersentuin van Tsjechof, alle onder regie van Johan de Meester jr.. Ranucci-Beckman nam het lichtere werk voor haar rekening: blijspelen, detectives en Franse komedies. Daarnaast regisseerde en vertaalde ze werk van Pirandello en Goldoni. Tot het gezelschap behoorden bekende toneelspelers als Joekie Broedelet, Fie Carelsen, Max Croiset, Caro van Eyck, Richard Flink, Thom Kelling, Bob de Lange, Enny Meunier, Alexander Pola en Paul Steenbergen.

## Bezettingsjaren
De Duitse bezetter wijzigde de naam van de Koninklijke Schouwburg in ‘Stadsschouwburg’ en gebruikte de zaal in toenemende mate als een podium voor Duitse propaganda. Het spelen van moderne Engelse en Amerikaanse stukken was niet toegestaan. Voorstellingen in het land geven werd ernstig belemmerd door strenge controles en de invoering van de avondklok. Mede daardoor stegen de exploitatiekosten van het gezelschap enorm. In 1941 werd Joodse acteurs, onder wie Caro van Eijck, de uitoefening van het acteursvak verboden. 
Begin 1942 besloten de spelers van het Residentie Tooneel, na lang beraad en vele discussies, zich aan te melden bij het Gilde voor Theater en Dans van de Nederlandsche Kultuurkamer, zoals ook de meeste toneelspelers elders in het land deden. Daardoor konden de niet-Joodse spelers hun baan houden. 
In de zomer van 1942 werd de schouwburg door de Kultuurkamer toegewezen aan het Deutsches Theater in den Niederlanden. Het Residentie Tooneel moest noodgedwongen verhuizen naar de kleinere Princesse Schouwburg aan de Princesselaan. Op deze locatie trok het gezelschap, naast het bestaande publiek, ook nieuwe bezoekers aan. Deze waren jonger en beduidend minder chic dan het reguliere publiek. Er traden ook nieuwe spelers tot het gezelschap toe, onder wie Ank van der Moer en Guus Oster. Het bezoekersaantal steeg door deze ontwikkelingen met vijfentwintig procent. In juni 1944 kwam aan alle opvoeringen van het gezelschap een voorlopig einde.

## Opheffing
Na de bevrijding nam het Residentie Tooneel weer zijn intrek weer in de Koninklijke Schouwburg, die de oude naam terugkreeg. Ondanks het aantrekken van jonge talentvolle spelers als Ton Lutz bleek de grandeur van voor de oorlog niet meer haalbaar. In 1946 ging het gezelschap op in de Haagse Kunststichting. Na een conflict met de gemeente en de Kunststichting stapten Verbeek en Ranucci-Beckman in 1947 op. De gemeente maakte van de gelegenheid gebruik om een nieuw gezelschap aan de Koninklijke Schouwburg te binden: de Haagse Comedie. Het Residentie Tooneel gaf nog een aantal voorstellingen in zalen in Amsterdam, Rotterdam en Utrecht. In 1948 werd het gezelschap ontbonden.